# リチャード・ニクソン暗殺を企てた男
『リチャード・ニクソン暗殺を企てた男』（The Assassination of Richard Nixon）は2004年制作のアメリカ映画。1974年に実際にリチャード・ニクソン暗殺を企てたサミュエル・ビックを主人公にしたサスペンス。

## ストーリー
1973年のこと。フィラデルフィアに住む43歳のサム・ビッキ（ショーン・ペン）は不遇のセールスマンで、別居中の妻マリー（ナオミ・ワッツ）との復縁を切望している。いつも道徳的なことを言う彼は、顧客に嘘をつくのが嫌なため、弟のジュリアス（マイケル・ウィンコット）が経営するタイヤ販売店で働くのを辞めたと言う。社会の差別は黒人だけでなく貧しい白人にも悪影響を与えていると信じる彼は、ブラックパンサーへの参加を試みる。彼の夢は、親友のアフリカ系アメリカ人の整備士ボニー (ドン・チードル) と共同で自前の移動式タイヤ販売事業を行うことである。
彼はオフィス家具の店に就職するが、そこで新しい上司のジャック（ジャック・トンプソン）から恩着せがましい助言を受ける一方、不器用なせいでセールスマンとしては上手くいかない。ジャックは、リチャード・ニクソン大統領を史上最も偉大なセールスマンだと評している。何故なら、1968年の大統領選挙時の公約はベトナム戦争からの撤退であり、4年後の1972年には同じ戦争を終わらせるという公約を掲げて難なく再選を果たしたからである。
ビッキは社会における自分の地位に益々幻滅していく。彼はボニーとの事業を立ち上げるために政府融資を申請し、郵送での返事を気も狂わんばかりに待つ。彼の家具の売上の成績は悪化の一途で、セールスマンとしては既婚者のみを採用してきているジャックは、サムが自分の結婚について嘘をついているのではないかと疑い始める。実際、マリーはサムが和解しようとする不器用な試みに全て反対し続け、後には彼に離婚判決を送り付け、サムは絶望して泣く。その少し後、ジャックが見込み客と商談中、サムはショールームでテレビの音量を上げて故意にその商談を台無しにし、その後家具店を辞める。ウォーターゲート事件の際にニクソンがテレビで演説するのを見ながら、「それは金の問題だ、ディック！」と叫ぶ。政府融資の回答がまだ来ない中、彼はボニー向けの大量の注文を偽造するために弟のタイヤ販売店に侵入する。結局、政府融資は却下され、家賃は滞納し、弟のジュリアスは、盗品を受け取ったとして逮捕されたボニーのための保釈手続きをしなければならなかったと明かし、今や借金だらけで偽善的な兄との関係は完全に終わった。
打ちひしがれたサムはニクソンに益々執着するようになる。ある夜、ホワイトハウス周辺を飛行したヘリコプターの操縦士が逮捕されたというニュースを見た後、彼は旅客機をハイジャックしてホワイトハウスに突っ込む計画を立て始める。行動に至るまでの2週間の間、彼は自分の意図と心境を詳細に述べた、彼が非常に尊敬する作曲家であるレナード・バーンスタインに宛てたメッセージを録音する。
サムは銀行口座を解約し、ボニーの銃を盗み、ジャックが食事をしているレストランへ向かう。彼はテーブルの下でジャックに銃を向けるが、引き金を引くことが出来ず逃走する。彼は嘗て自分も住んでいたマリーの家に行き、留守になっている家で寝た後、マリーの飼い犬を撃ち殺す。翌朝、彼は銃をズボンの中に隠し、ガソリンが詰まったスーツケースを持ってボルチモア・ワシントン国際空港へ車で向かう。自白メッセージをバーンスタインに郵送した後、飛行機に乗るために列に並ぶ予定だったが、保安検査が予想以上に徹底されているのを見てパニックに陥り、無理矢理機内に乗り込み、その途中で警官を撃った。
機内に乗り込むと、彼は無計画に操縦士の1人の頭を撃ち、もう1人の肩を撃ち、その後、副操縦士の役目をさせる乗客を見つけた。しかし、彼は駆け付けた警察官によって窓から撃たれ、殺されるか逮捕される前に自殺してしまう。この事件はテレビで放映されるが、ボニーもマリーもサムの名前が出ても反応することは無い。

## キャスト
※括弧内は日本語吹替
- サム・ビック - ショーン・ペン（内田夕夜）
- マリー・ビック - ナオミ・ワッツ（金沢映子）
- ボニー・シモンズ - ドン・チードル（古田信幸）
- ジャック・ジョーンズ - ジャック・トンプソン（津田英三）
- マーティン・ジョーンズ - ブラッド・ウィリアム・ヘンケ
- トム・フォード - ニック・サーシー
- ジュリアス・ビック - マイケル・ウィンコット（加藤亮夫）
- ハロルド・マン - ミケルティ・ウィリアムソン

## 評価
レビュー・アグリゲーターのRotten Tomatoesでは132件のレビューで支持率は67%、平均点は6.60/10となった。Metacriticでは38件のレビューを基に加重平均値が63/100となった。